# Sveriges nationaldag
Sveriges nationaldag och svenska flaggans dag firas den 6 juni varje år och är en helgdag i Sverige. Tidigare firades 6 juni enbart som "svenska flaggans dag" och det var först 1983 som dagen även fick status som nationaldag. Sedan 1996 är nationaldagen en salutdag, och från och med 2005 är nationaldagen även en helgdag.
Nationaldagen firas dels till minne av att Gustav Vasa valdes till Sveriges kung den 6 juni 1523, dels till minne av att 1809 års regeringsform (som gällde fram till 1974 års regeringsform) skrevs under den 6 juni 1809.

## Historik
Tisdagen den 6 juni 1893 hade Skansen avslutning av årets vårfest, och valde att högtidlighålla dagen i nationalistisk anda. I utlysningen framgår att det var minnet av att Gustav Vasa valdes till kung år 1523 samt 1809 års regeringsform (som bägge inträffade den 6 juni, men utan hänsyn till kalenderskiftet 1753) som utgjorde grunden. Firandet skedde på initiativ av Artur Hazelius, Nordiska museets och Skansens grundare. I Skansens årsbok för 1893 skriver Hazelius att "såsom de fosterländska minnenas högtidsdag har på Skansen införts den 6 juni, Gustafsdagen, vilken där har firats och hädanefter kommer att firas såsom svensk nationaldag". Redan året därpå (1894) nämnde Svenska Dagbladet att på Skansen den 6 juni "liksom förlidet år skall firas såsom svensk nationaldag". Det dröjde dock länge innan dagen fick någon formell status som nationaldag.
Innan 1893 hade den 6 juni uppmärksammats som Gustafsdagen till minne av att Gustav Vasa valdes till Sveriges kung i Strängnäs och Kalmarunionen därför slutgiltigt upphörde. Kungavalet inträffade den 6 juni 1523 enligt den julianska kalendern (16 juni 1523 enligt gregorianska kalendern, som dock inte fanns då). Hertig Karl (den blivande Karl XIII) skrev under den nya 1809 års regeringsform också vid detta datum, 6 juni. Det dröjde dock till 27 juni det året innan de fyra ständerna i riksdagen hade godkänt den och den således trädde i kraft.
När en nationell minnesdag skulle införas var det en del som föreslog Gustav Adolfsdagen den 6 november, Karl XII:s dödsdag 30 november, kungens födelsedag och midsommarafton som då alltid inföll den 23 juni.

### Svenska flaggans dag

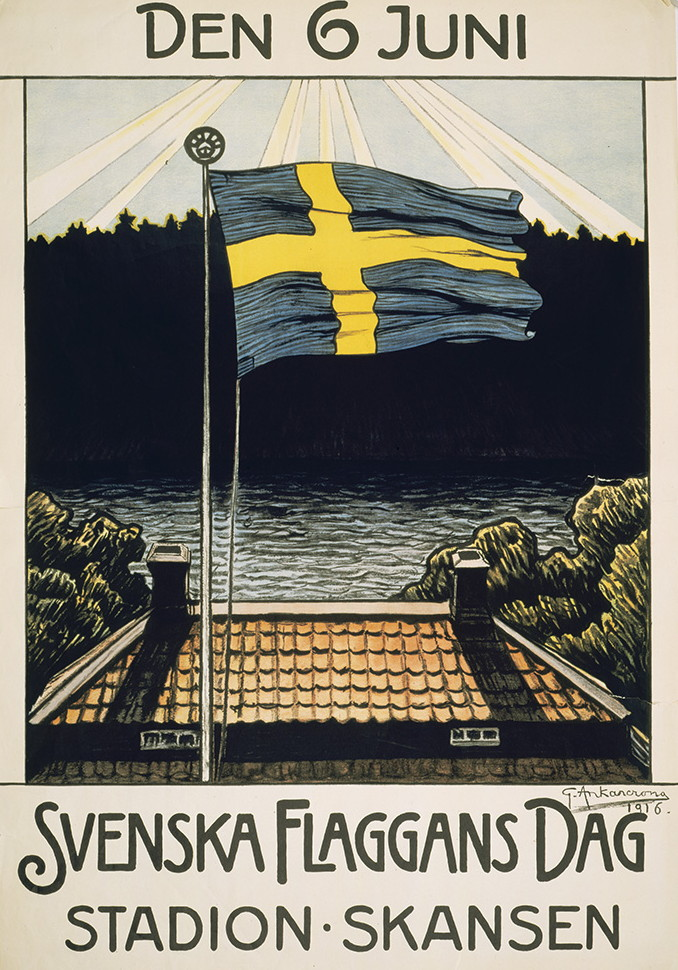
Svenska Flaggans Dag den 6 juni 1916. Affisch skapad av Gustaf Ankarcrona.

Idén till firandet av svenska flaggans dag kom från grosshandlaren Nils Ljunggren under hans tjänstgöring inom landstormen sommaren 1915. Tanken var först att den skulle firas i Stockholm redan hösten 1915 och inkludera festligheter och insamling av pengar till landstormens befälsförening. Ett utomhusfirande på senhösten ansågs inte praktiskt och istället sköts frågan till 1916 och anknöts till 6 juni, det datum då Gustav Vasa 1523 valdes till kung i Strängnäs och 1809 års regeringsform antogs av Karl XIII. Gustaf V stödde förslaget liksom olika offentliga myndigheter, delar av idrottsrörelsen och andra föreningar. Stockholms garnison under ledning av överkommendanten Hugo Jungstedt var också positiva till att delta i firandet 1916.
En särskilt tillsatt kommitté kom fram till ett festprogram som skulle bestå av högtidligheter vid Stockholms stadion och Skansen samt en kvällskonsert för militärorkestrar på Hasselbacken. Den 10 april 1916 bildades den opolitiska "Styrelsen för Svenska Flaggans Dag" med överste Carl Rosenblad som ordförande. Styrelsen bidrog till att festligheter genomfördes i Stockholm och över hundra orter runtom i Sverige 6 juni 1916. I Stockholm hade flaggstänger rests på allmänna platser och banker och en del andra affärsverksamheter stängde redan klockan 12. På ett fullsatt Stockholms stadion närvarade kungahuset och en nybildad "6 juni-kör" framförde "Sveriges flagga", ("Flamma stolt mot dunkla skyar"), en sång som var komponerad för det tillfället av Hugo Alfvén med text av K.G. Ossiannilsson. Den första flaggdagen etablerade ett mönster för firande som förblev detsamma i många decennier och som även började radiosändas 1945. Från och med 1918 delade kungen ut flaggor till olika organisationer i samband med firandet; på så sätt spreds seden att hissa flaggan utanför militära och statliga sammanhang, vilken successivt överfördes också till privatlivet. Flaggstänger började på privat initiativ sättas upp i till exempel villaträdgårdar. I början av 1920-talet infördes den 6 juni klockringning i Stockholms kyrkor följt av morgonbön och nedläggande av en krans vid Gustav Vasas byst framför Riddarhuset.
År 1933 ombildades styrelsen till "Stiftelsen Svenska Flaggans Dag" och fick en rikstäckande organisation.  År 1936 inleddes samarbete med landshövdingarna och de lokala kommittéer som redan fanns eller nu bildades. Den 1 oktober 1968 överfördes verksamheten till nybildade "Stiftelsen Svenska Flaggan" med landshövdingarna som stiftelsens huvudmän och riksdagens talman som ordförande.
Initiativet till firandet av svenska flaggans dag var inte medvetet tänkt att skapa en formell "nationaldag". När det emellertid blev aktuellt att införa en sådan var den 6 juni redan ett inarbetat och självklart datum. Svenska flaggans dag blev formell nationaldag år 1983. År 2005 blev denna en arbetsfri helgdag med motiveringen att på så sätt ge "tillräckligt utrymme för att markera nationaldagens betydelse i det svenska samhället".
I den 1906–1918 av förlaget Almqvist & Wiksell utgivna Militärkalendern angavs vissa dagar såsom flagg- eller paraddagar. Men officiella allmänna flaggdagar blev inte fastställda av regeringen förrän 1982. Mycket av nationaldagens firande samordnas numera genom Stiftelsen Sveriges nationaldag, som också hanterar information om Sveriges flagga.

### Nationaldagen
Många som analyserat nationaldagens betydelse genom århundradena har menat att den lösa historiska kopplingen till dagen har gjort att den inte alls firas i samma omfattning som till exempel Norges grundlagsdag den 17 maj. Danmarks grundlagsdag, har en liknande lös koppling till historien och inte heller den firas i någon stor omfattning. I Sverige firar var tredje svensk Sveriges nationaldag (läst 2017).
En tradition som har uppkommit efter att nationaldagen blivit röd dag är en inbjudan från Carl XVI Gustaf för allmänheten att avgiftsfritt besöka stora delar av Stockholms slott den 6 juni.

## Politiska beslut
Den nuvarande regeringsformen och riksdagsordningen antogs av riksdagen första gången den 6 juni 1973. Sedan 1983 är svenska flaggans dag – den 6 juni – officiellt Sveriges nationaldag och från och med 2005 även en helgdag. Under flera år avslogs riksdagsmotioner om att göra nationaldagen till helgdag, senast år 2000 med konstitutionsutskottets motivering att "de gällande formerna för firande av nationaldagen och svenska flaggans dag den 6 juni ger tillräckligt utrymme för att markera denna dags betydelse i det svenska samhället". I propositionen från 2004 ansågs att om man gör nationaldagen till en helgdag i Sverige skulle det vara ett sätt att visa att nationaldagen är värd ett större utrymme än den hade när den enbart var flaggans dag. Som ett av skälen till att göra nationaldagen till en helgdag har även angivits att många invandrare förvånades över att svenskarna inte firade sin nationaldag.
Det fanns en del förslag på vilken helgdag som skulle utgå till förmån för nationaldagen, till exempel Kristi himmelsfärdsdag, men valet föll till slut på annandag pingst. Anledningen till att antalet helgdagar inte utökades, vilket också var ett förslag i debatten, var framförallt invändningen från bland annat Svenskt Näringsliv att det skulle ha en negativ inverkan på Sveriges ekonomi. Fackföreningar har å sin sida kritiserat det tagna beslutet att ersätta annandag pingst med nationaldagen som helgdag, eftersom det ibland innebär färre arbetsfria dagar. Om den 6 juni infaller på lördag eller söndag blir det ingen ledig dag det året, trots att annandag pingst, som alltid infaller på en måndag, gav ledighet varje år. Många kollektivavtal ger dock rätt till ledighet på annan dag (exakt datum förhandlas lokalt) de år nationaldagen infaller på en lördag eller söndag.

## Maten
Många svenska högtider har en traditionell mat förknippad kring firandet som skinka till jul, ägg till påsk och sill till midsommar. Sveriges nationaldag har ingen etablerad mattradition. År 2016 var det vanligast med smörgåsbord och liknande maträtter som till midsommar enligt en undersökning av branschorganisationen Min mat, som exempelvis färskpotatis med örter, sill, ägg (eller omelett), lax, knäckebröd och jordgubbar (eller bär). Enligt Barbro Blehr, professor i etnologi vid Stockholms universitet, är det vanligt med picknick den 6 juni (publicerat 2012). Måltidshistorikern Richard Tellström anser att det är vanligt att grilla den dagen (publicerat 2019). Nationaldagsbakelsen brukar förknippas med dagen. I vissa delar av Sverige äter man smörgåstårta på nationaldagen.[källa behövs]

## Bildgalleri

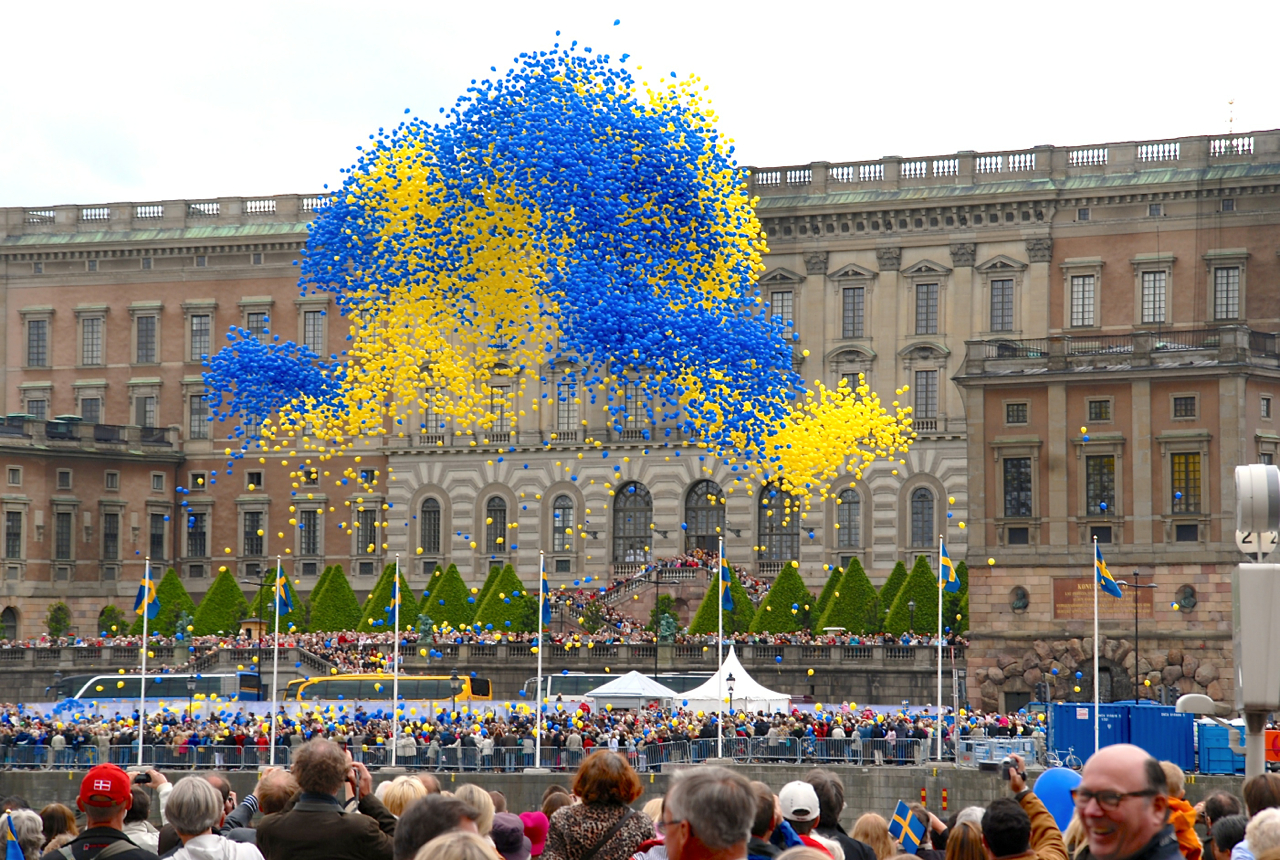
Nationaldagsfirande vid Stockholms slott 2009.
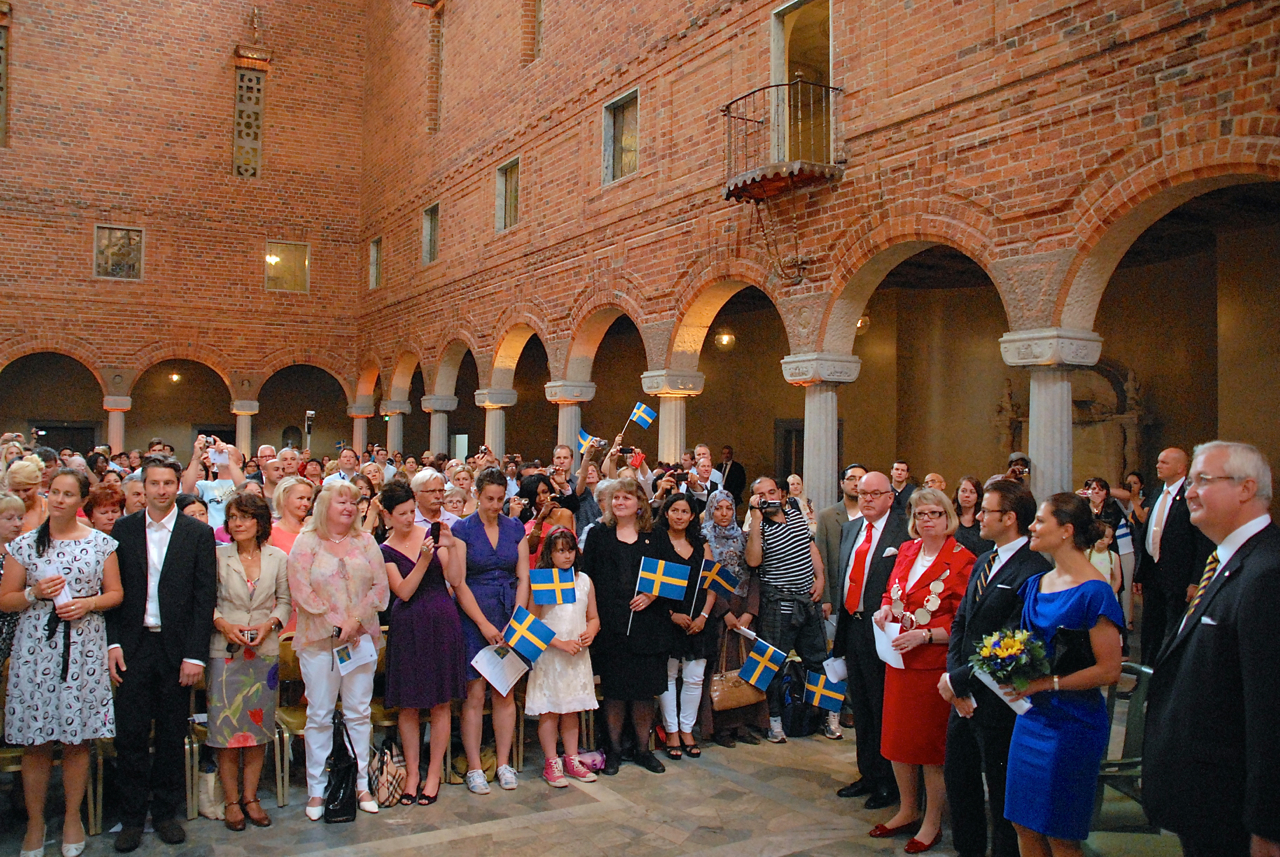
Medborgarskapsceremoni i Stockholms stadshus 2010.
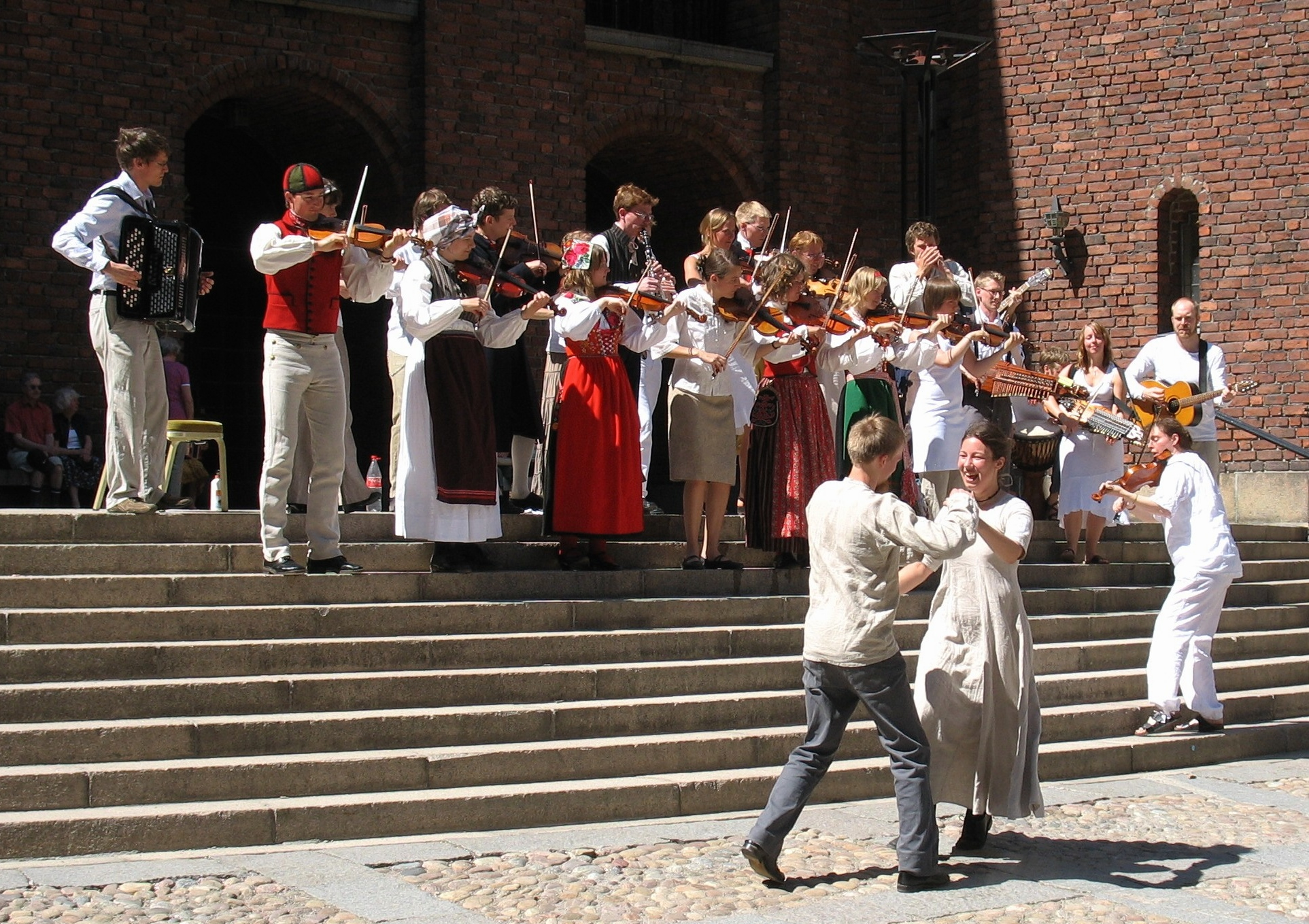
Folkmusik och dans vid Stockholms stadshus 2007.
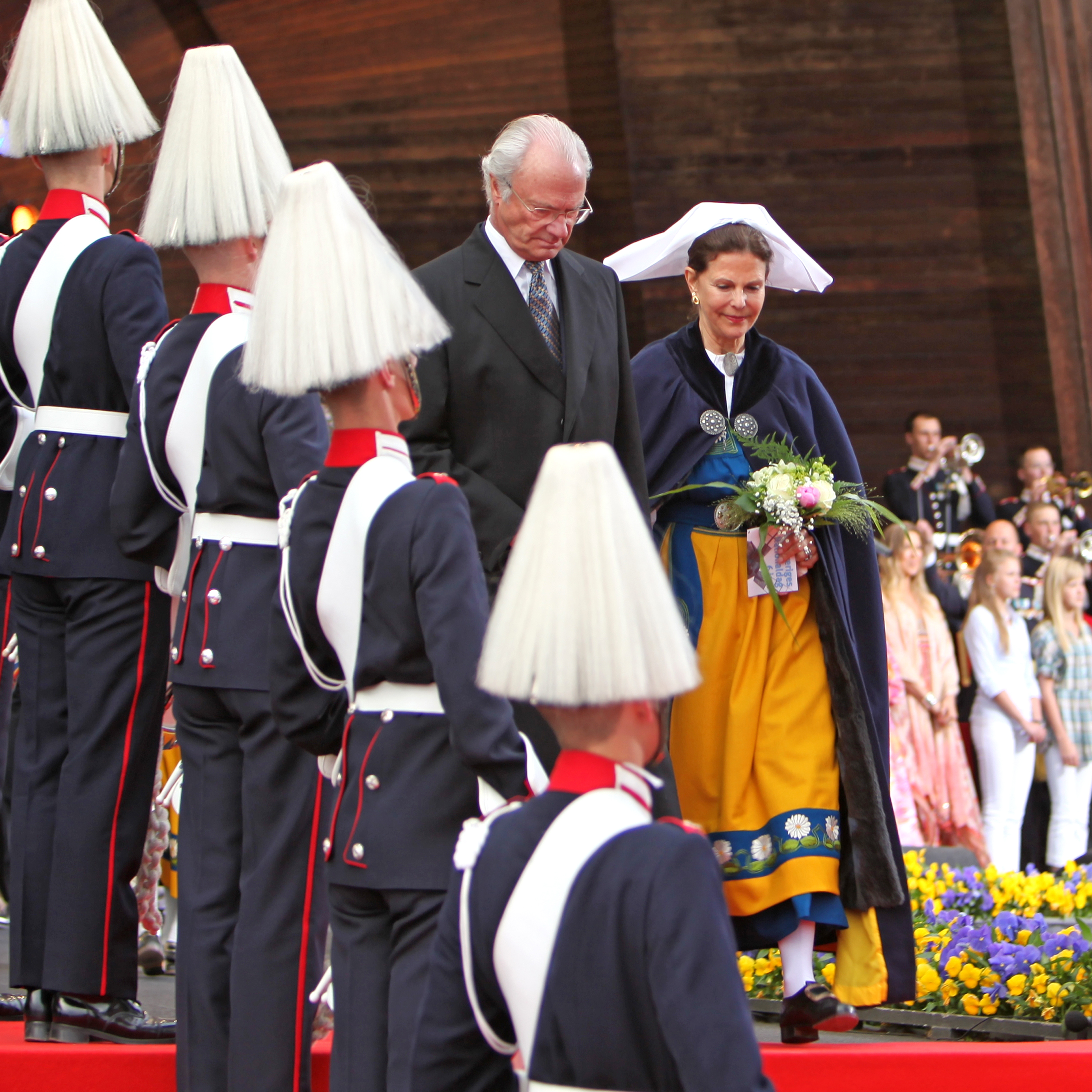
Kung Carl XVI Gustaf och drottning Silvia på Skansen, nationaldagen den 6 juni 2009.
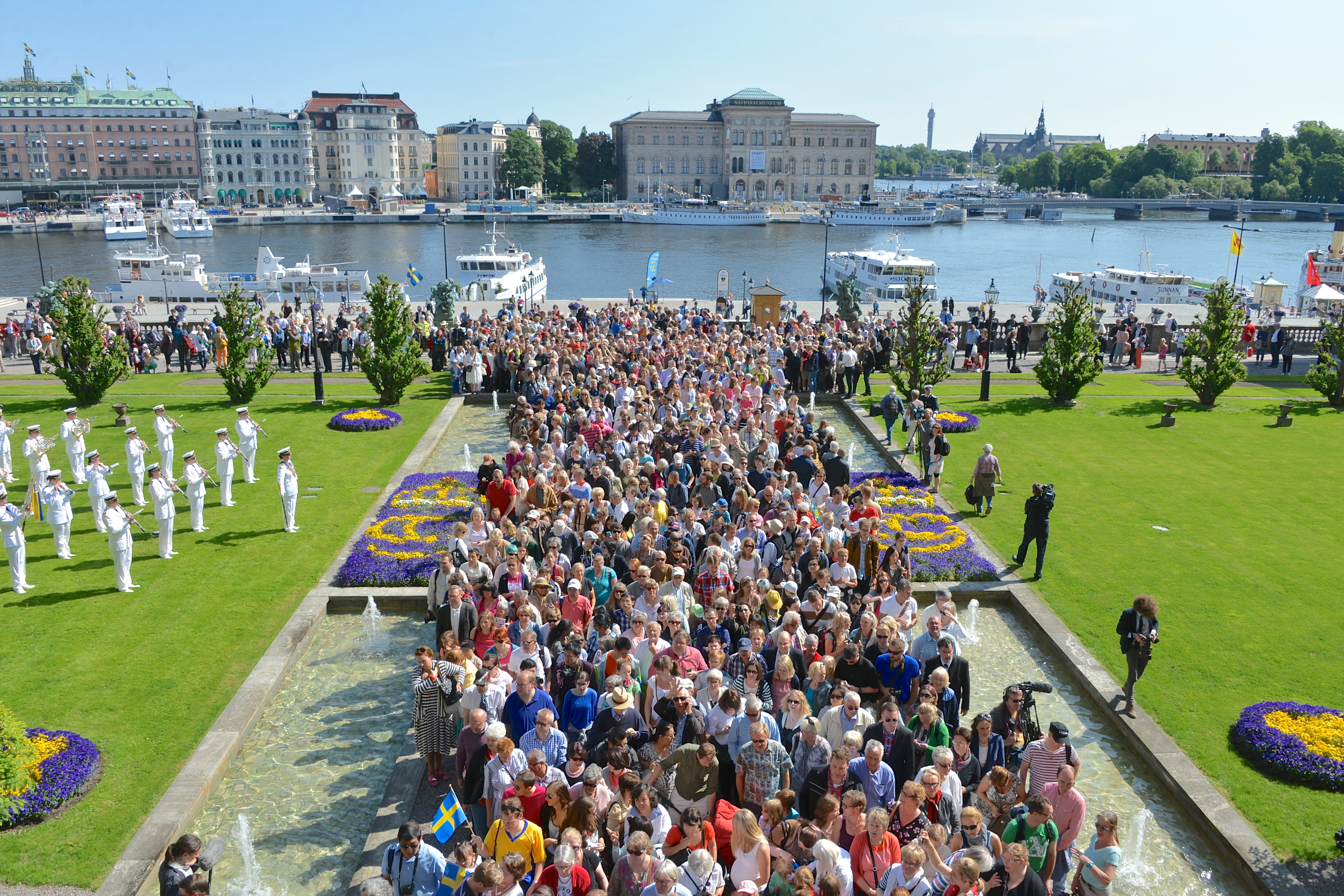
Insläppet till Kungliga slottet 2013.
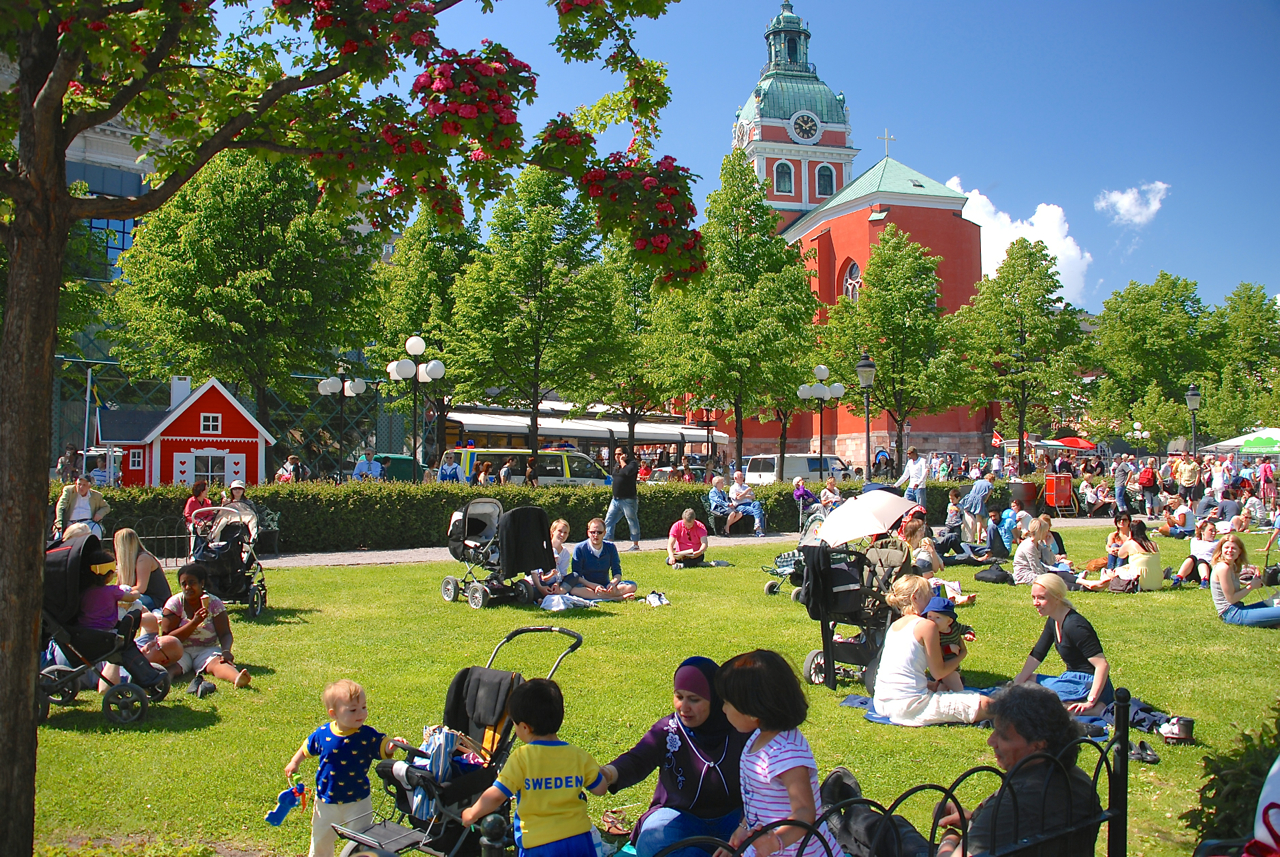
Firandet i Kungsträdgården 2010.
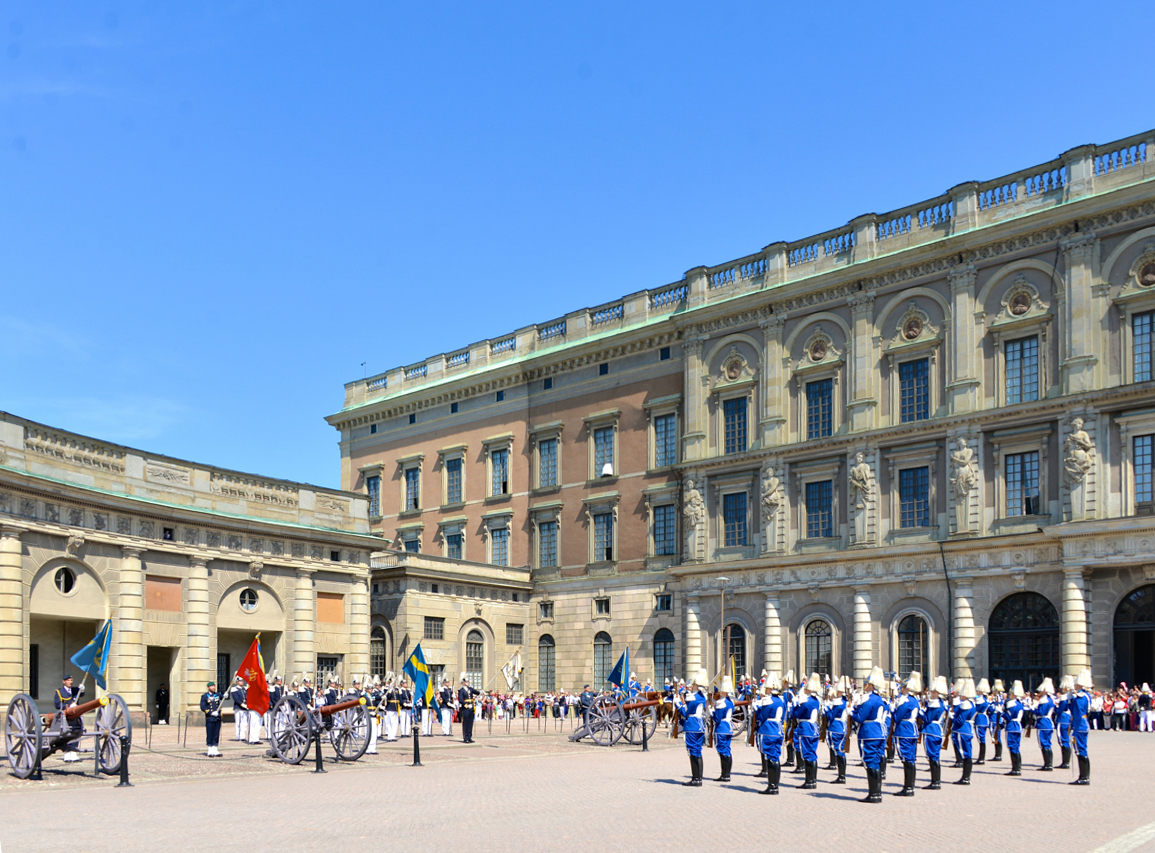
Nationaldagsfirande på yttre borggården 2013.
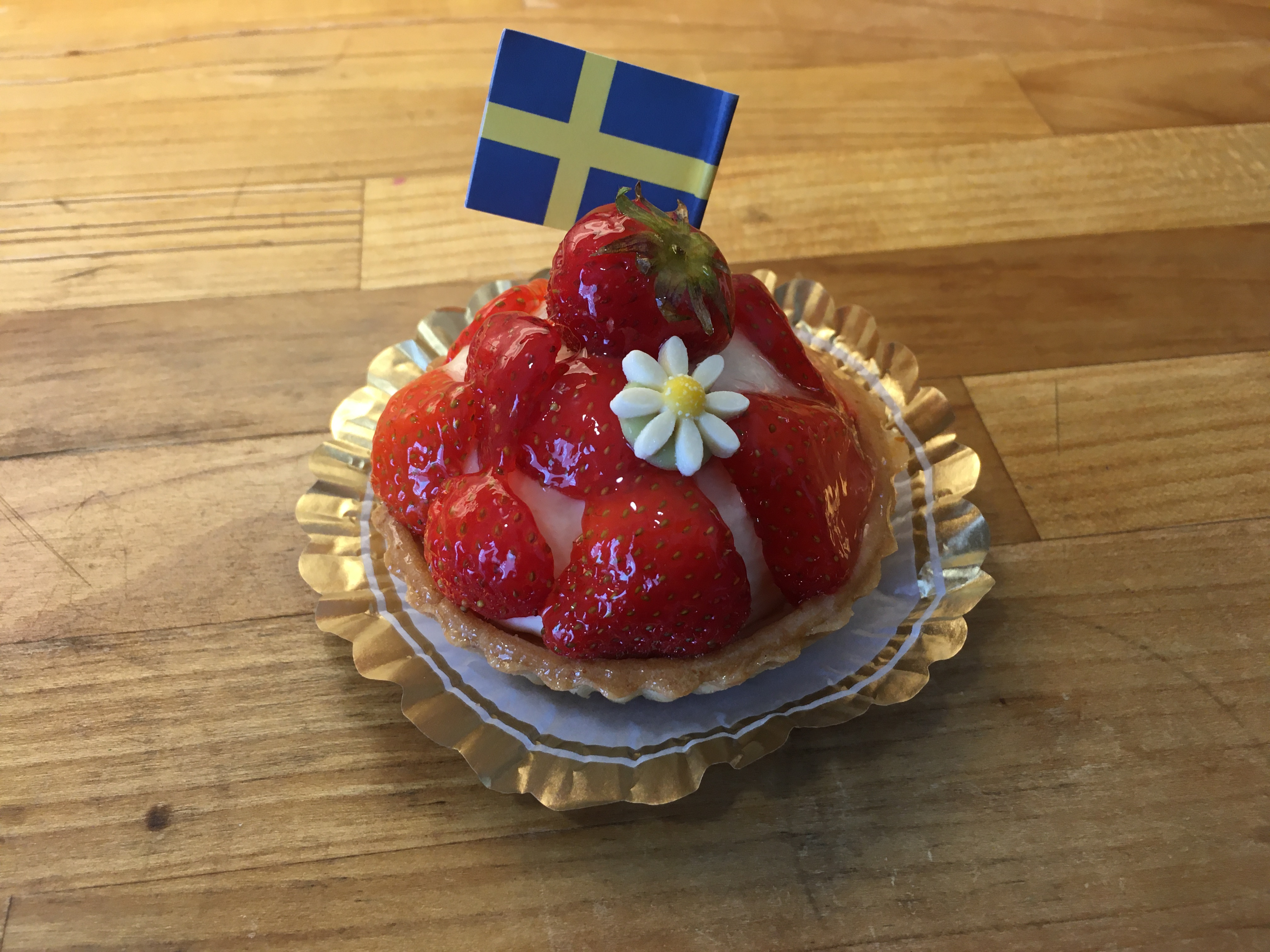
Nationaldagsbakelse på nationaldagen 2020.
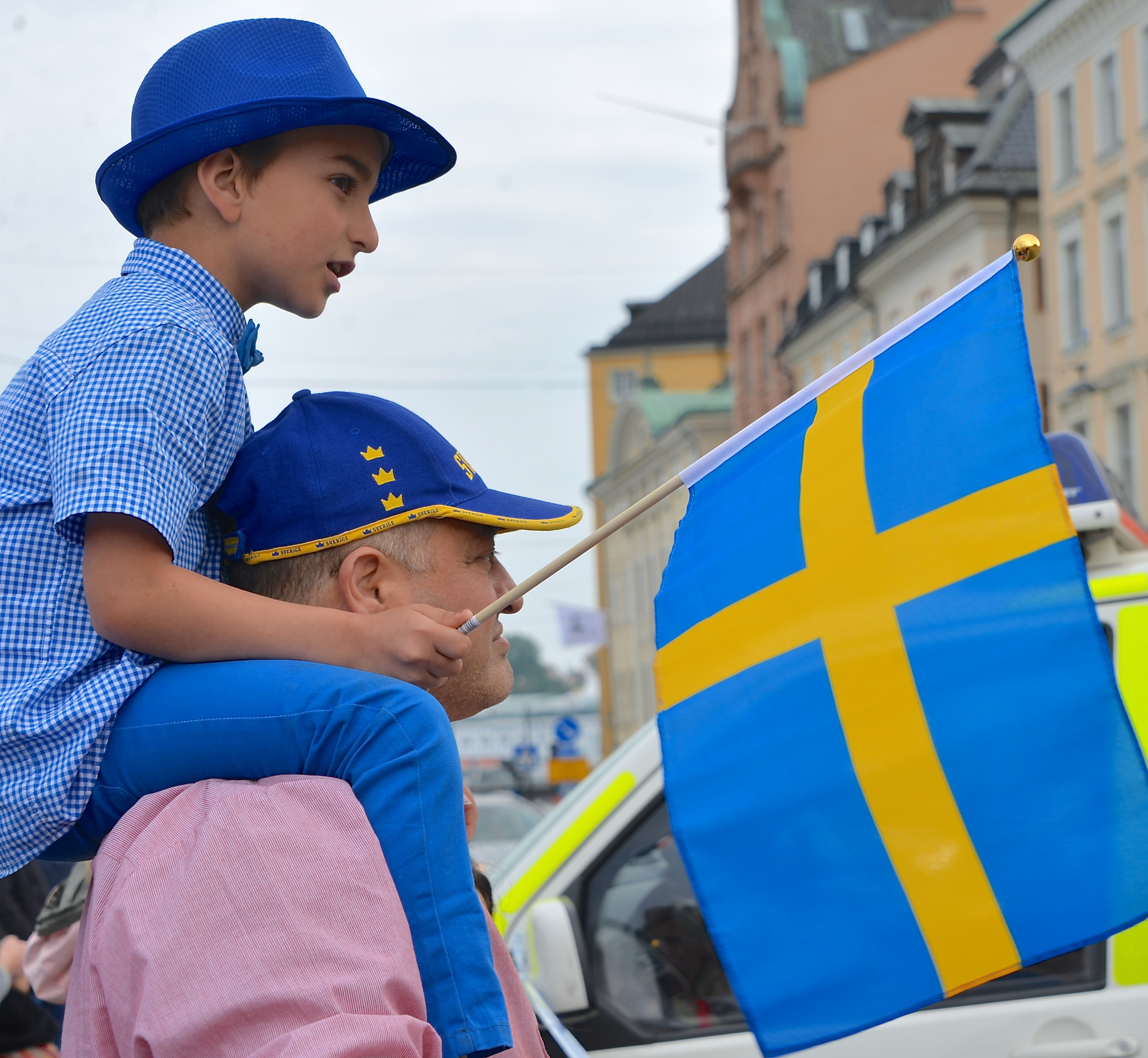
Flaggan i centrum.
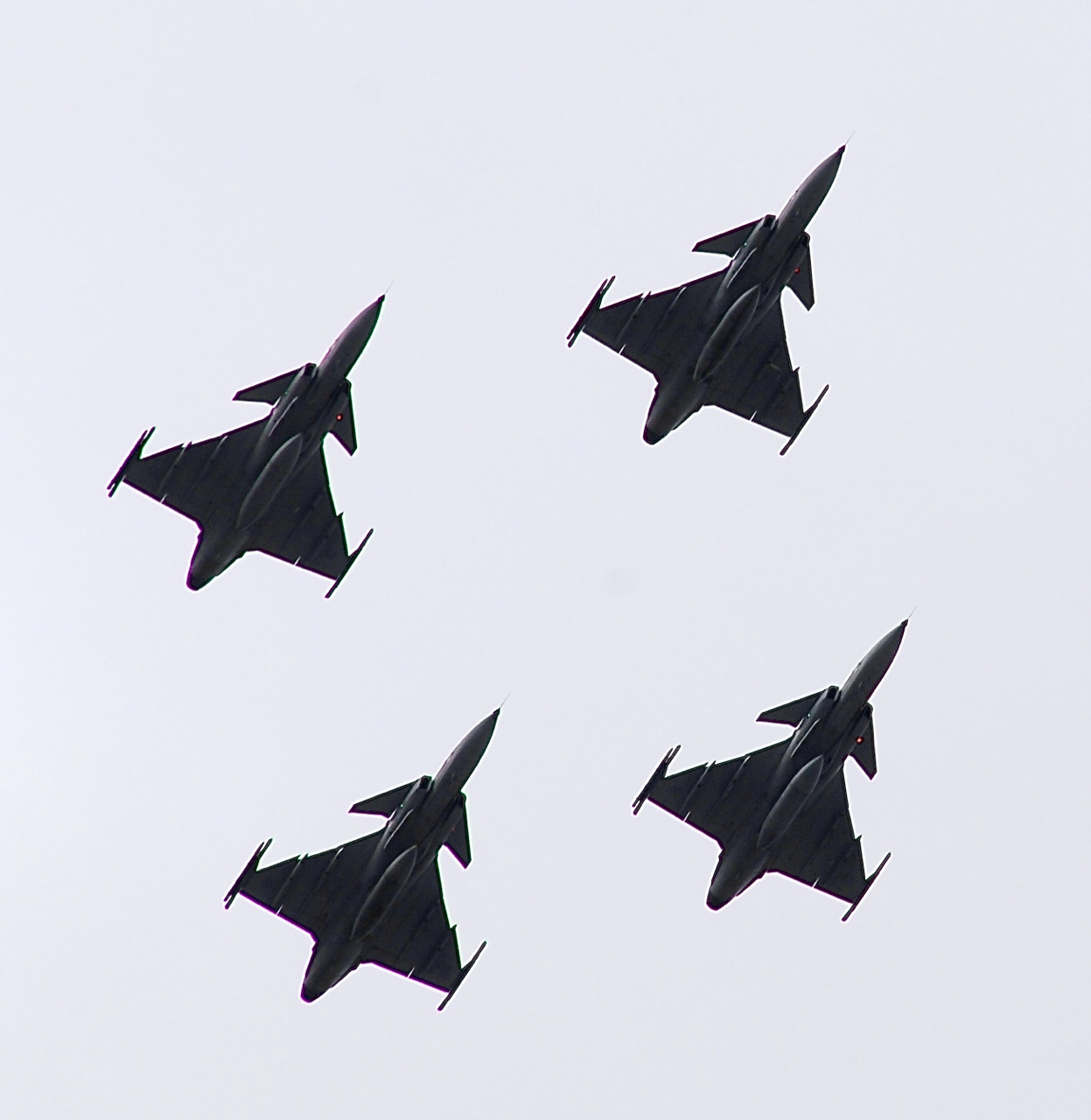
Svenska flygvapnets formation på nationaldagen 2009.